# Ferrières-Poussarou
Ferrières-Poussarou là một xã thuộc tỉnh Hérault trong vùng Occitanie ở phía nam nước Pháp. Xã này nằm ở khu vực có độ cao trung bình 529 mét trên mực nước biển. Dân số thời điểm năm 1999 là 49 người.